# Antonio Rosati
Antonio Rosati (Tívoli, Roma, Italia, 26 de junio de 1983) es un exfutbolista italiano que jugaba de guardameta.

## Trayectoria
Rosati se formó en la cantera del Lodigiani de Roma, en la tercera división. En el año 2002, fue transferido a las categorías inferiores del Lecce, debutando con el primer equipo en la Serie A el 13 de febrero de 2005 en la victoria por 3-0 sobre el ChievoVerona. Durante la temporada 2005-06, fue cedido en préstamo a la Sambenedettese, donde sólo llegó a disputar ocho encuentros, antes de regresar al Lecce en la temporada siguiente. 
El 30 de junio de 2011 fue contratado por el Napoli por cuatro años, como segundo de Morgan De Sanctis. Debutó en partidos oficiales con la camiseta napolitana el 12 de enero de 2012 en los octavos de final de Copa Italia contra el Cesena (2-1 a favor del Napoli) y jugó un solo partido de liga el 17 de febrero contra la Fiorentina (3-0 para los napolitanos de visitantes). El 20 de septiembre del mismo año se produjo su debut en las copas continentales, en el partido de Liga Europea ante el AIK Estocolmo sueco, con resultado de 4 a 0 a favor del Napoli. Disputó como titular todos los seis partidos de la fase de grupos, además de cuatro presencias en la liga.
El 4 de julio de 2013 fue cedido a préstamo al Sassuolo, recién ascendido a la Serie A. El 16 de enero de 2014 pasó, otra vez a préstamo, a la Fiorentina, donde debutó el 27 de febrero en el partido de Liga Europa contra el Esbjerg danés. Debutó en la liga el 6 de mayo, con una derrota de local ante su exequipo, el Sassuolo. Vuelto al Napoli, comenzó la temporada 2014/15 como cuarto portero, hasta que, el 16 de enero de 2015 fichó por la Fiorentina con un contrato hasta 2016. El 16 de julio de 2015 fue transferido al Perugia de la Serie B.

## Clubes
| Club                                 | País   | Año       |
| ------------------------------------ | ------ | --------- |
| U. S. Lecce                          | Italia | 2004-2005 |
| S. S. Sambenedettese Calcio (cedido) | Italia | 2005-2006 |
| U. S. Lecce                          | Italia | 2006-2011 |
| S. S. C. Napoli                      | Italia | 2011-2013 |
| U. S. Sassuolo Calcio (cedido)       | Italia | 2013-2014 |
| ACF Fiorentina (cedido)              | Italia | 2014      |
| S. S. C. Napoli                      | Italia | 2014-2015 |
| ACF Fiorentina                       | Italia | 2015      |
| A. C. Perugia Calcio                 | Italia | 2015-2018 |
| Torino F. C.                         | Italia | 2018-2021 |
| ACF Fiorentina                       | Italia | 2021-2022 |

## Palmarés

### Campeonatos nacionales
| Título              | Club            | País   | Año     |
| ------------------- | --------------- | ------ | ------- |
| Serie B             | U. S. Lecce     | Italia | 2009-10 |
| Copa Italia         | S. S. C. Napoli | Italia | 2011-12 |
| Supercopa de Italia | S. S. C. Napoli | Italia | 2014    |